# Sequim
Sequim (pronuncia fonetica IPA /skwɪm/) è un comune degli Stati Uniti d'America, nella Contea di Clallam, nello Stato di Washington. Nel 2000 contava 4 334 abitanti, passati a 5 951 nel 2007.
È situata nella penisola di Olympia.